# Mokrý Lom
Mokrý Lom (en allemand : Mokrilom) est une commune du district de České Budějovice, dans la région de Bohême-du-Sud, en République tchèque. Sa population s'élevait à 119 habitants en 2023.

## Géographie
Mokrý Lom se trouve à 15 km à l'est-nord-est de Český Krumlov, à 15 km au sud-sud-est de České Budějovice et à 138 km au sud de Prague.
La commune est limitée par Římov à l'ouest et au nord, par Komařice et Trhové Sviny à l'est, par Ločenice et Svatý Jan nad Malší au sud.

## Histoire
La première mention écrite du village date de 1362.

## Administration
La commune se compose de trois sections :
- Mokrý Lom
- Lahuť
- Polžov

## Galerie

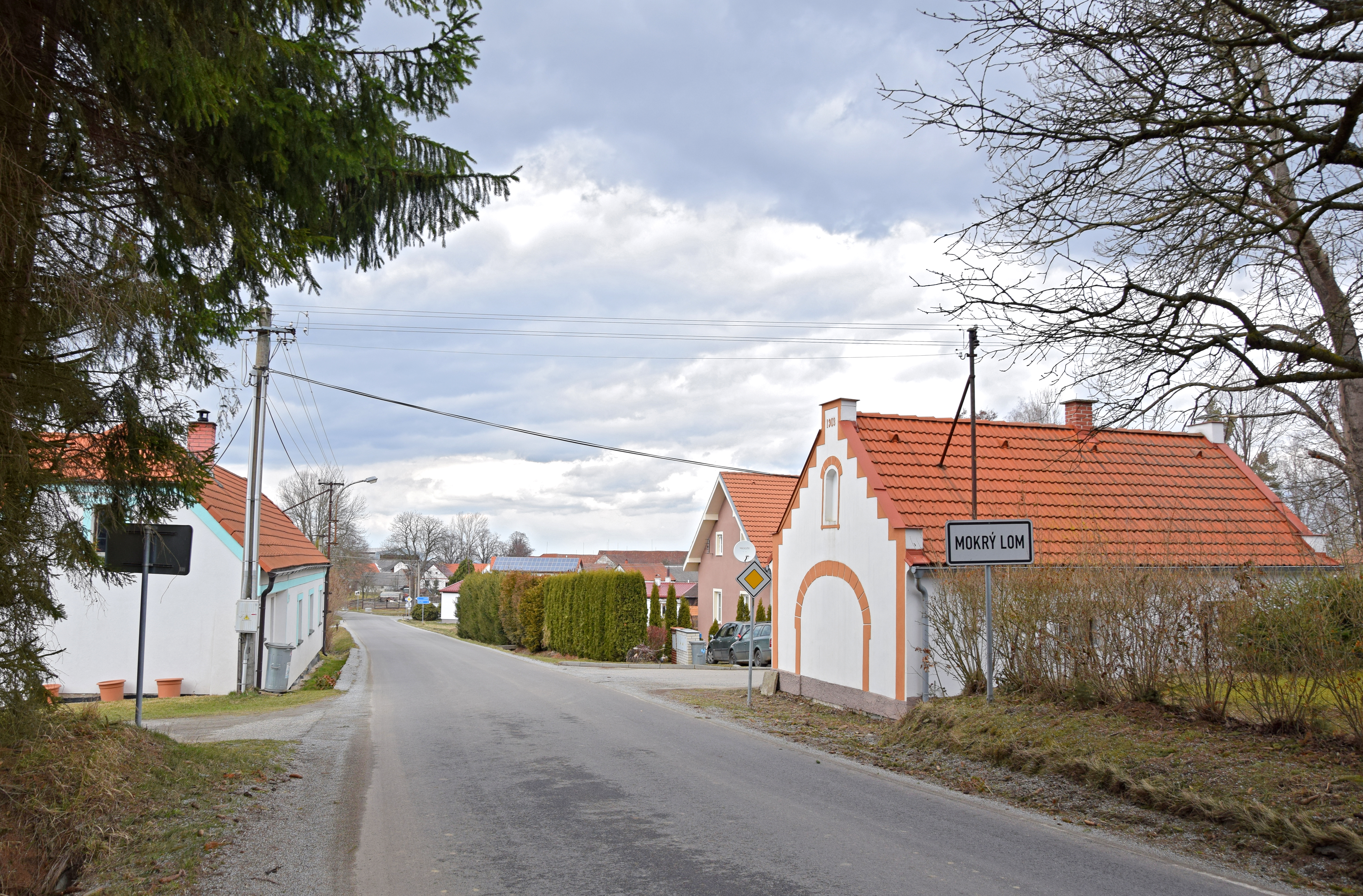
Rue de Mokrý Lom.
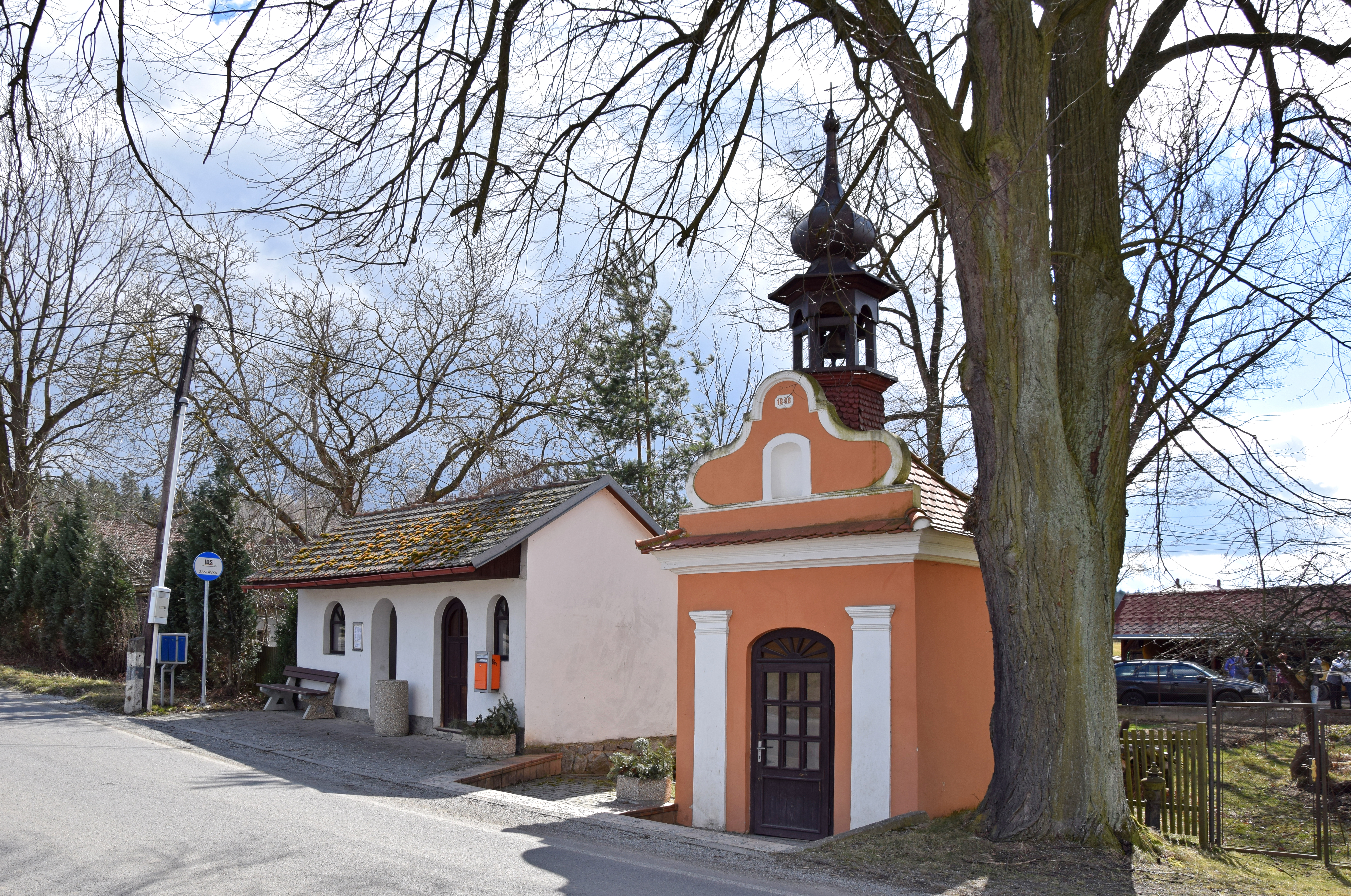
Chapelle à Mokrý Lom.

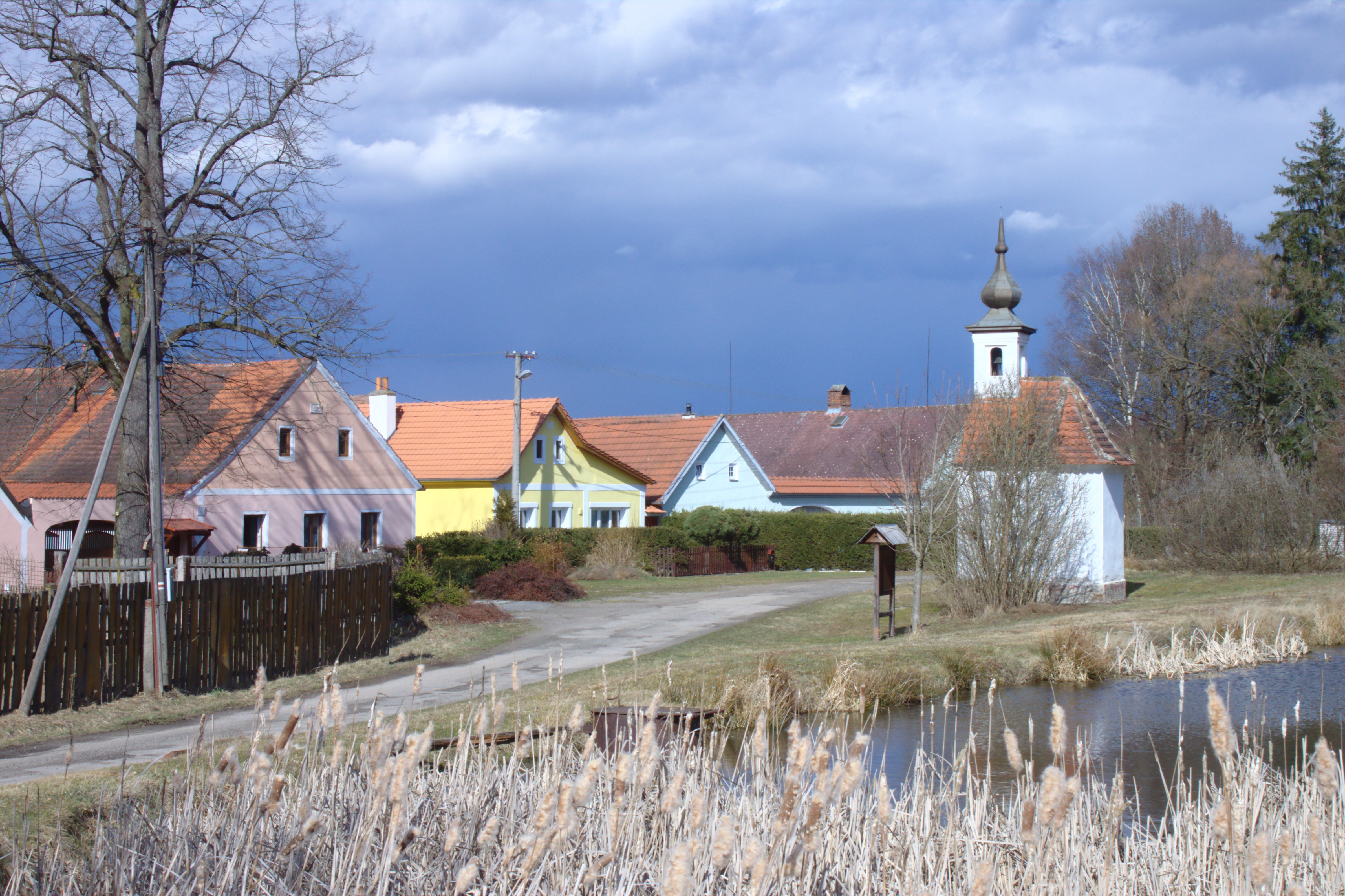
Hameau de Polžov.
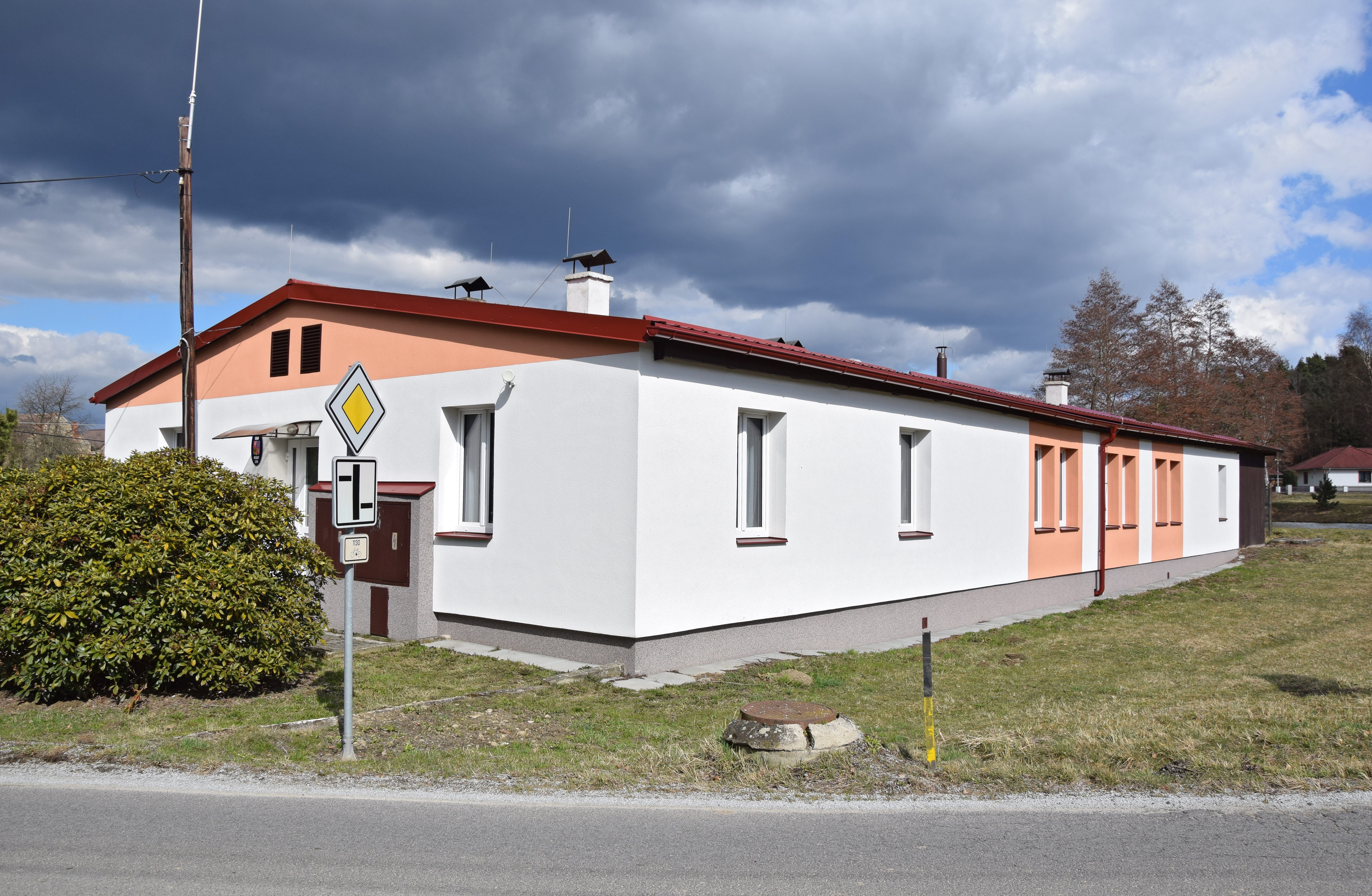
Mokrý Lom : la mairie.

## Transports
Par la route, Mokrý Lom se trouve à 18 km de České Budějovice, à 20 km de Cesky Krumlov,  et à 170 km de Prague.